# 石川総英
石川 総英（いしかわ ふさひで）は、江戸時代中期の伊勢国亀山藩の世嗣。官位は従五位下・下野守。

## 略歴
備中国松山藩主・石川総慶（のち伊勢亀山藩初代藩主）の長男として誕生。正室は松本藩主・松平光雄の娘。
寛延3年（1750年）徳川家重に拝謁し、宝暦元年（1751年）に叙任する。しかし、家督相続前の宝暦9年（1759年）に死去した。総英には長男・総純がいたが幼少だったため、世子には弟・総尭が就いた。